# Crying in the Chapel
"Crying in the Chapel" er en gospelkomposition fra 1953 af amerikaneren Artie Glenn. Sangen blev i juli 1953 udsendt på plade, indsunget af Darrell Glenn, søn af Artie Glenn.
Artie Glenn gennemgik en alvorlig rygmarvsoperation. I taknemmelighed over at have overlevet operationen opsøgte Glenn 'Loving Avenue Baptist Church', en kirke i Fort Worth, hvor han takkede Gud for at have skånet ham. Denne gribende oplevelse inspirerede ham til at skrive "Crying in the Chapel".
Artie Glenn døde i 1994.

## Elvis Presleys version
"Crying in the Chapel" er bedst kendt i en version indsunget af Elvis Presley.
Elvis indspillede sangen i RCA's Studio B i Nashville den 30. oktober 1960. Den blev produceret af Steve Sholes og medvirkende på indspilningen var bl.a. Scotty Moore på guitar, Floyd Cramer på klaver, D.J. Fontana på trommer og med The Jordanaires som kor.
Sangen var planlagt til udsendelse på gospel-LP'en His Hand In Mine i december 1960, men blev udskudt til senere brug. Den blev i stedet i april 1965 udsendt som A-side på en single med "I Believe In The Man In The Sky" (Richard Howard) som B-side. Pladen strøg til top på hitlisterne og "Crying in the Chapel" blev derfor en naturlig del af Presleys næste gospel-LP, How Great Thou Art fra marts 1967.
Den 24. september 2002 udgav RCA en CD med titlen "ELV1S 30 #1 HITS" (bemærk at 'i' i Elvis er erstattet af et 1-tal), hvor "Crying in the Chapel" var med. Denne nye CD blev, ligesom i sin tid sangene på den, nummer 1 på hitlisterne rundt om i verden, – 25 år efter kunstnerens død!

## Andre versioner
Udover Darrell Glenn og Elvis Presley er sangen indspillet af en række andre kunstnere, bl.a.:
- Rex Allen
- Sonny Till & The Orioles
- June Valli
- Ella Fitzgerald
- Art Lund
- Anita Wood